# Tuxeck
Das Tuxeck (auch Tuxegg) ist ein 2226 m ü. A. hoher Gipfel im Kaisergebirge in Tirol.

## Lage
Es ist dem Treffauer südlich vorgelagert und wird auch Ellmauer Hochkaiser genannt. Südöstlich schließen sich die Schutterfeldköpfe an. Der Berg gehört zur Gemeinde Ellmau.

## Routen
Ein bezeichneter Weg führt vom Jägerwirt bei Scheffau von Südwesten auf den Gipfel. Lediglich die letzten 10 m auf den Gipfel weisen Schwierigkeiten des III. Grades (UIAA) auf (mit wenigen Ring-Eisenbügeln etwas entschärft, aber steil und ausgesetzt), der Rest ist nicht schwieriger als I (außer eine Stelle mit Klemmblock, II), aber sehr steinschlaggefährdet.
Ein weiterer Anstieg führt von Osten, von der Gruttenhütte über die Schutterfeldköpfe zum Gipfel, dieser inzwischen wieder gut markierte Steig ist landschaftlich herrlich, aber ziemlich anspruchsvoll, da nicht seilgesichert (bis auf eine fast griff- und trittlose Steilstufe), brüchig und extrem steinschlaggefährdet (bis III).
Des Weiteren gibt es einen ebenfalls markierten Übergang zwischen Tuxeck und Treffauer (stellenweise I). Diesen Weg wählten J. Enzensperger und H. Hahn am 14. August 1897 bei der Erstbesteigung des Tuxecks.
Für alle Routen sind Trittsicherheit und Schwindelfreiheit und etwas Klettergeschick sowie guter Orientierungssinn erforderlich.
Schwierigere Kletterrouten sind hier kaum zu finden. Der Südgrat im Schwierigkeitsgrad IV wird kaum begangen und ist nur noch von historischer Bedeutung, auch weitere Anstiege wie jener von Südwesten (II) oder die Südwand (II) sind unbedeutend.